# Süddeutsche Handballmeisterschaft 1963
Die Süddeutsche Handballmeisterschaft 1963 war die vierzehnte vom (SHV) Süddeutschen Handballverband  ausgerichtete Endrunde um die Süddeutsche Meisterschaft im Hallenhandball der Männer. Sie wurde am 16. und 17. Februar 1963 in Stuttgart (Killesberghalle VI) ausgespielt.

## Turnierverlauf

Landkarte Regionalverbände
Die beiden linken blauen Felder umfassten zu der Zeit den Bereich des Süddeutschen Handballverbandes SHV

Meister wurde der TC Frisch Auf Göppingen, der sich damit für die Endrunde zur Deutschen Meisterschaft 1963 in> Stuttgart qualifizierte, bei der die Göppinger den 3. Platz belegten.

### Modus
Teilnahmeberechtigt waren jeweils die Meister und Vizemeister von der Endrunde Baden, Verbandsliga Südbaden, Verbandsliga Württemberg und der Bayernliga. Es wurde eine Vorrunde in zwei Gruppen gespielt. Die zwei bestplatzierten Teams jeder Gruppe nahmen an der Endrunde zur Süddeutschen Meisterschaft teil. Nur der Meister war für die Endausscheidung zur Deutschen Meisterschaft qualifiziert.

### Teilnehmer
Gruppe A
- TC Frisch Auf Göppingen (M)
- SG Leutershausen
- TV 1893 Baiersbronn
- ESV München-Laim (BY)

Gruppe B
- TSV 1860 Ansbach (BY)
- TB Gingen 1870
- FT 1844 Freiburg
- TV 1898 Seckenheim

* Vorrundensieger fett gedruckt 

### Endrundentabelle
|    | Mannschaft                  | Spiele | Punkte |
| -- | --------------------------- | ------ | ------ |
| 1. | TC Frisch Auf Göppingen (M) | 3      | 6:0    |
| 2. | TB Gingen 1870              | 3      | 3:3    |
| 3. | SG Leutershausen            | 3      | 2:4    |
| 4. | TSV 1860 Ansbach            | 3      | 1:5    |

Süddeutscher Meister und für die Endrunde zur Deutschen Meisterschaft 1963 qualifiziert

## Frauen
Süddeutsche Meisterschaft
- 1. Freiburger FC